# Melanophryniscus admirabilis
Espèce
Statut de conservation UICN

 CR B1ab(iii,v)+2ab(iii,v) : 
En danger critique
Melanophryniscus admirabilis est une espèce d'amphibiens de la famille des Bufonidae.

## Répartition
Cette espèce est endémique de la municipalité de Arvorezinha dans l'État du Rio Grande do Sul au Brésil.

## Description
Melanophryniscus admirabilis mesure de 30 à 40 mm.

## Publication originale
- Di-Bernardo, Maneyro & Grillo, 2006 : New Species of Melanophryniscus (Anura: Bufonidae) from Rio Grande do Sul, Southern Brazil. Journal of Herpetology, vol. 40, no 2, p. 261-266.